# سولينياك
سولينياك (بالفرنسية: Solignac)‏ هي بلدية في مقاطعة فيين العليا في منطقة أقطانية الجديدة في غرب وسط فرنسا.